# Stumpffia be
Stumpffia be es una especie de anfibio anuro de la familia Microhylidae. Esta especie es endémica del norte de Madagascar, donde solo se ha encontrado en la reserva especial de Ankarana. Habita por lo general en zonas kársticas. Se cree que sus renacuajos se desarrollan en nidos de espuma hechos en la hojarasca.
El nombre específico be es del malgache be, ancho, en referencia al tamaño de esta especie en comparación con la mayoría de las otras especies del género Stumpffia.

## Publicación original
- Köhler, Vences, D'Cruze & Glaw, 2010 : Giant dwarfs: discovery of a radiation of large-bodied 'stump-toed frogs' from karstic cave environments of northern Madagascar. Journal of Zoology, vol. 282, n.º 1, p. 21-38.[2]